# Uzbekistan

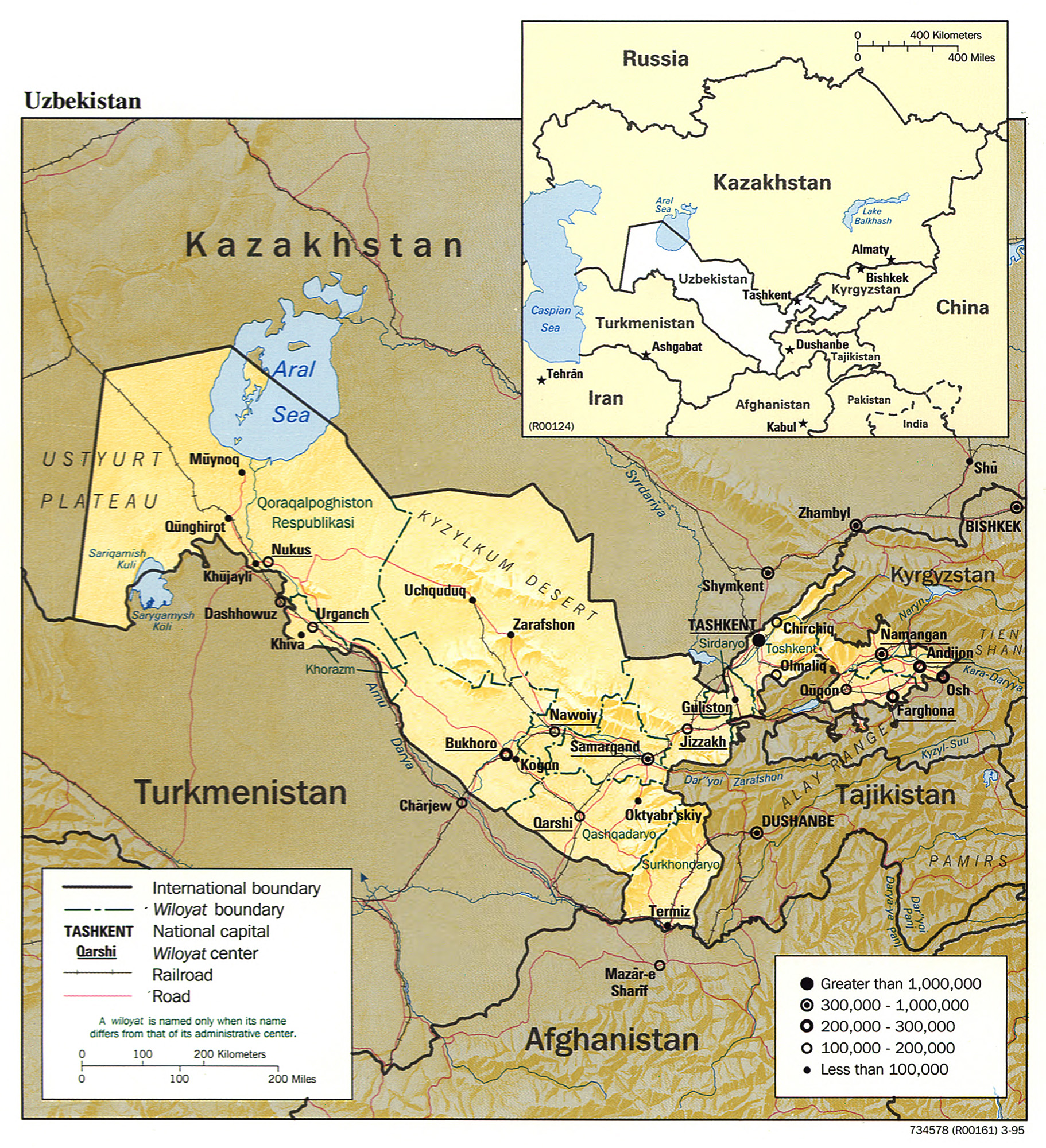
Engelskspråkig karta över Uzbekistan.

Uzbekistan (uzbekiska: Oʻzbekiston), formellt Republiken Uzbekistan (uzbekiska: Oʻzbekiston Respublikasi), är en kustlös stat i Centralasien som gränsar till Kazakstan, Turkmenistan, Kirgizistan, Tadzjikistan och Afghanistan. Några av de större städerna är huvudstaden Tasjkent samt Namangan, Fergana, Andizjan och Samarkand.

## Historia

### Ett nav mellan imperier
Uzbekistans historia är en del av Centralasiens historia, och området har först i sen tid utgjort en separat enhet. Under antiken och medeltiden användes namnet Transoxanien (av latinets Transoxania, "landet bortom Oxus", persiska Fararud فرارود) för området mellan floderna Oxus (Amu-Darja) och Jaxartes (Syr-Darja). Området motsvarar ungefär dagens Uzbekistan samt delar av Turkmenistan, Tadzjikistan och Kazakstan.
Området har styrts av olika välden och präglats av kulturella influenser från många olika håll. Fån 500 f.Kr. var det en del av det persiska riket (akemeniderna) och efter Alexander den stores erövring år 329 f.Kr. skapades hellenistiska riken där grekiskt och persiskt sammansmälte. Kring 100 f.Kr. var kontrollen över området instabil under åtskilliga århundraden, med strider mellan olika centralasiatiska nomadfolk, det iranska sasanidimperiet och kushanriket i söder.
Kring år 500 e.Kr. invaderades området från öster av turkiska nomader, och i början av 700-talet av araber från väster. Islam blev den dominerande religionen. Från 875 styrdes Transoxanien av den persiska ätten samaniderna. Deras huvudstad Bukhara blev ett centrum för persisk-islamisk kultur. Den ekonomiska grunden var kontrollen över Sidenvägen, handelsleden mellan Europa och Kina.
År 1219 invaderades Transoxanien av mongolhövdingen Djingis Khan och året därpå plundrades och brändes Buchara och Samarkand. 1313 erövrades området av turkledaren Özbek som betraktas som stamfader till Uzbekerna. Timur Lenk, född i östra Uzbekistan ville återupprätta Mongolväldet och påbörjade ett fälttåg 1363. 1369 härskade han över större delen av Centralasien och han tog Samarkand till huvudstad. Hantverkare från olika delar av riket byggde Samarkand till en av världens praktfullaste städer. Efter Timur Lenks död 1405 styrdes Transoxanien av Timuriderna till 1506.

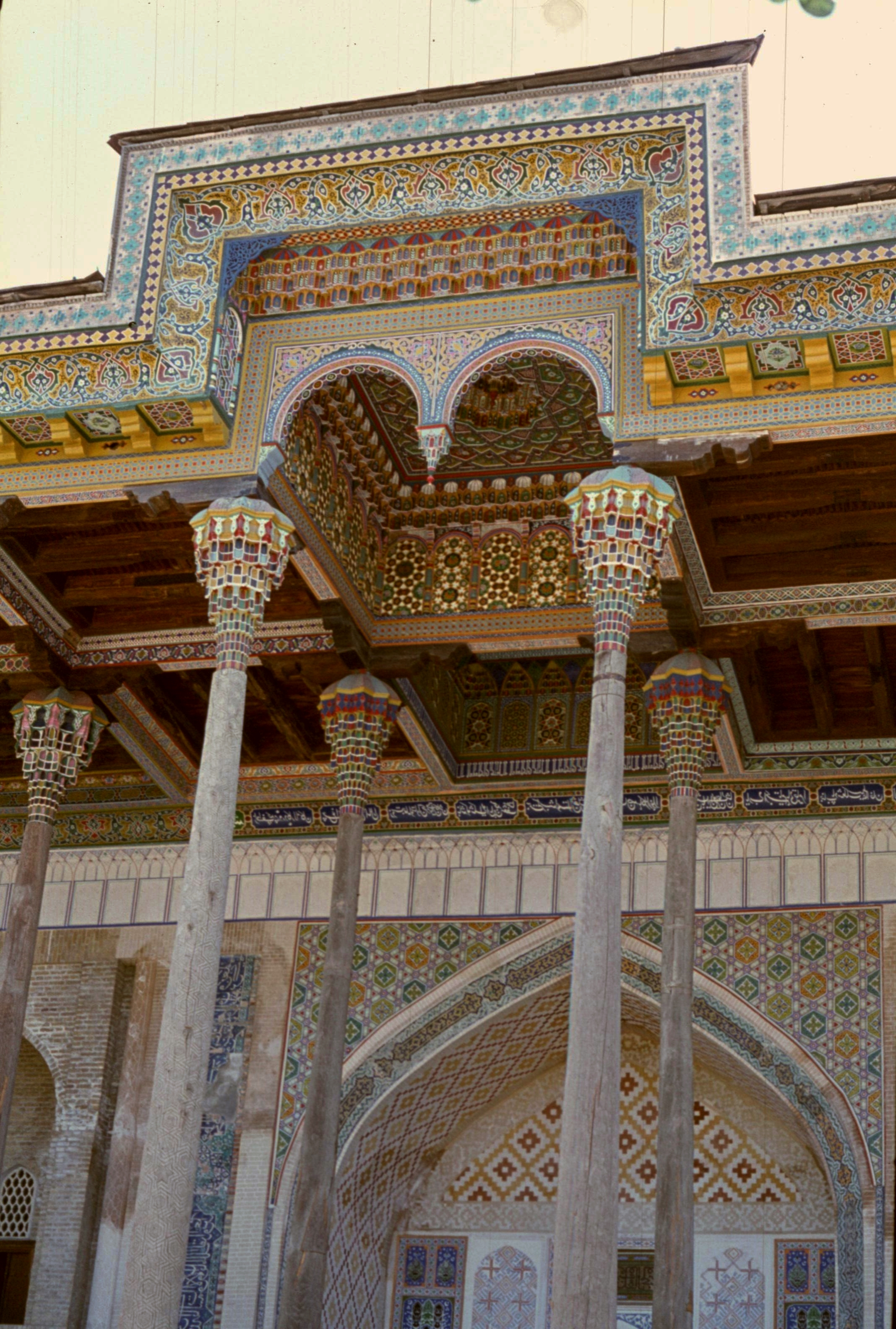
Bolo Haouz-moskén i Bukhara

Uzbeken Muhammad Shaybani erövrade Bukhara 1506 och upprättade khanatet Bukhara som omfattade Transoxanien och västra delen av Kina. Bukhara blev återigen ett kulturellt centrum i Centralasien. 1740 erövrades området av den persiske härskaren Nadir Shah och 1785 blev Bukharariket blev ett emirat.

### Rysk erövring och sovjetrepublik
Området erövrades av Ryssland i slutet av 1800-talet. Försök av inhemska ledare att grunda en demokratisk republik efter Ryska revolutionen 1917 misslyckades och området införlivades snart i Sovjetunionen. En turkestansk sovjetrepublik som inkluderade Uzbekistan bildades 1918. År 1924 omorganiserades gränserna i Sovjetunionen, och uzbekerna fick en egen sovjetrepublik.

### Republiken Uzbekistan

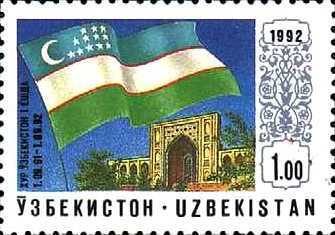
Uzbekistanskt frimärke från 1992.

Den 31 augusti 1991 förklarade Islam Karimov (1938–2016), som var ledare för högsta sovjet i Uzbekiska SSR, landet självständigt och den 8 december 1991 erkändes självständighetsförklaringen. Karimov vann valet som hölls den 29 december 1991 med 86 %. Valet ansågs vara orättvist på grund av statlig propaganda och felaktig rösträkning. Efter valet tvingades flera oppositionella ledare i exil.
Karimov motverkade alla former av opposition, men genomförde samtidigt vissa liberaliseringar av landets ekonomi. Han fick efter talibanernas fall i Afghanistan bukt med de islamistiska rebeller som tidigare i viss mån hotat den egna regimen. Bombattentat utfördes 28 mars till 1 april 2004 i Tasjkent och Buchara, men det är oklart vilka som låg bakom dåden.

### Hårdnande regimmotstånd
Under våren 2005 eskalerade motståndet mot den sittande regimen, som utöver en utbredd korruption anses ha gjort sig skyldig till grova brott mot de mänskliga rättigheterna, bland annat mord på den oppositionelle journalisten Mufazar Avazov 2002, enligt uppgifter kokad till döds av säkerhetspolisen eller andra regimvänliga element. Karimov hävdar konsekvent att motståndet mot hans regering utgörs av islamistiska fundamentalister med målet att göra landet till en islamistisk stat. Natten till den 13 maj utbröt demonstrationer i staden Andizjan i östra Uzbekistan mot Karimovs regim. Upproret blev snart våldsamt, regeringsbyggnader intogs och ett fängelse stormades, varpå fångarna frisläpptes. Protesterna slogs ned med våld med hundratals eller tusentals dödsoffer som följd. Protesterna spred sig i den östra delen av landet, bland annat till staden Kara Su vid gränsen mot Kirgizistan, där flyktingar försökte ta sig över gränsfloden till grannlandet.
2007 omvaldes Karimov, den enda ledare som den självständiga tidigare Sovjetrepubliken haft, som president för ytterligare en åttaårsperiod, officiellt med 90,77 % av rösterna.

### Efter Karimov sedan 2016
Karimov dog 2 september 2016 och presidentval hölls den 4 december. President Karimov ledde landet med järnhand i 27 år. I december 2016 vann Shavkat Mirziyoyev presidentvalet. Mirziyoyev var premiärminister sedan 2003 fram till Karimovs död i september 2016.
Uzbekistan styrs av en auktoritär regim bestående av president Shavkat Mirziyoyev och hans maktapparat inom Liberaldemokratiska partiet. När Mirziyoyev 2016 efterträdde den näst intill enväldige Islam Karimov väcktes förhoppningar om ett politiskt töväder. Men även om flera reformer genomförts är mycket sig likt sedan Karimovs tid vid makten.

## Geografi
Se även: Lista över städer i Uzbekistan
Uzbekistan är beläget i det område som ungefärligt avgränsas av floderna Syr-Darja och Amu-Darja, det vill säga geografiskt ungefär motsvarande det antika området Transoxanien. I öster ligger den bördiga och tätbefolkade Ferganadalen. I nordvästra Uzbekistan ligger Aralsjön.
Landet saknar havskust och är ett av två länder i världen som är dubbelt landlåsta, det vill säga för att få tillgång till havet måste transporter ske genom två andra stater. Det andra landet i världen som är dubbelt landlåst är Liechtenstein.
Stora delar av centrala Uzbekistan täcks av öknen Kyzyl Kum. Omkring 10 % av markytan består av tätt kultiverade, konstbevattnade floddalar. Uzbekistan är rikt på mineraler, och hyser bland annat världens största guldgruva.

### Klimat
Landet har ett tempererat, torrt fastlandsklimat. Ett av de allvarligaste miljöproblemen är de dammoln som uppstår i öknen Kara Kum i söder, ofta i samband med torka som ger liten eller ingen nederbörd. Området runt de nordöstliga bergskedjorna, såsom i Tasjkent, har störst chans att få nederbörd i form av snö eller regn. Detta område har däremot episoder med föhnvind som ger några varmare dagar och ett uppehåll ifrån kylan som tar sig söderöver från Sibirien. Även de centrala ökenområdena får några dagar med lätt snöfall. Under sommaren är luften fuktig, men så gott som utan nederbörd. Den relativa fuktigheten är låg eftersom temperaturen är hög; vissa dagar kan det bli upp till 45 °C. Hösten kommer snabbt och medför en blandning av svalare temperaturer och lite nederbörd.

## Styre och politik

### Författning och styre
Konstitutionellt är Uzbekistan en republik baserad på maktfördelningsprincipen, yttrandefrihet och representativt styre. I verkligheten håller den exekutiva makten, presidenten, nästan all makt. Den dömande makten saknar oavhängighet och den lagstiftande, som endast möts några dagar varje år, har liten makt att påverka lagarna. Presidenten väljer och ersätter de provinsiella guvernörerna.

### Administrativ indelning
Uzbekistan är indelat i 12 provinser (viloyatlar; singular: viloyat), ett förvaltningsområde eller autonom republik (respublika) och ett stadsområde (shahar):
1. Tasjkent (Tosjkent), stadsområde
2. Andizjan (huvudort: Andizjan)
3. Buchara (Bokhara, Buxoro; huvudort: Buchara)
4. Fergana (Ferghana, Farg'ona; huvudort: Fergana)
5. Dzjizzach (Jizzax; huvudort: Dzjizzach)
6. Namangan (huvudort: Namangan)
7. Navoi (Navoiy; huvudort: Navoi)
8. Qasjqadarja (Qashqadaryo) (huvudort: Qarsji)
9. Samarkand (Samarqand; huvudort: Samarkand)
10. Syr-Darja (Sirdaryo; huvudort: Guliston)
11. Surchondarja (Surxondaryo) (huvudort: Termiz)
12. Tasjkent (Tosjkent; huvudort: Tasjkent)
13. Khwarezm (Xorazm; huvudort: Urgentj)
14. Karakalpakien (Qoraqalpog'iston; huvudort: Nukus), autonom republik

### Politik
Genom en folkomröstning i december 1995 förlängdes Karimovs presidentperiod. Ännu en folkomröstning i januari 2002 förlängde den ytterligare, denna gång till december 2007. De flesta internationella observatörer nekade till att delta i processen och erkände inte resultaten efter att ha förkastat dem då de inte tillmötesgick grundläggande standarder.
Under 2005 skedde en omorientering av Uzbekistans utrikespolitik. Islam Karimov har vänt sig från USA; han har bland annat stängt USA:s flygbaser i landet, och istället vänt sig mot Ryssland.
Folkomröstningen 2002 innefattade också en plan för att etablera ett tvåkammarsparlament. Byggnaden som ska hysa det nya parlamentet är under uppbyggnad. Valet till det tvåkammarsparlament hölls den 26 december 2002, men inga oavhängiga oppositionskandidater eller partier fick lov att delta. OSSE:s begränsade observationsuppdrag sammanfattade att valet låg markant under OSSE:s förpliktelser och andra internationella standarder för demokratiska val.
Flera politiska partier har grundats med regeringens godkännande, men har inte visat intresse för att stå för alternativ till regeringens politik. Vidare har flera massmedier (radio, TV, tidningar) upprättats på liknande vis, men dessa förblir under regeringens kontroll eller behandlar endast sällan politiska teman. Oavhängiga politiska partier har fått lov att organisera sig, rekrytera medlemmar och hålla konvent och presskonferenser, men har nekats till att registrera sig under de restriktiva procedurer som krävs för valbarhet.
På grund av landets stöd till USA:s krig mot terrorismen (USA använde sig av viktiga flygbaser i södra Uzbekistan) har omvärlden ignorerat situationen i landet, åtminstone till dess att det framgick att de folkliga demonstrationer som utbröt i maj 2005 slogs ner med brutalt våld. Efter demonstrationerna har landets politiska situation förblivit osäker och ett antal personer har flytt till grannlandet Kirgizistan.
Från och med 2008 är dödsstraff avskaffat och ersatt med livstids fängelse.
Den uzbekiska regimen tolererar inte verklig politisk opposition. Oliktänkande förtrycks, förföljs och drivs i landsflykt. Endast fem regimtrogna partier är godkända. Hela samhället är genomsyrat av korruption, inte minst rättsväsendet.

## Ekonomi och infrastruktur
Marknadsekonomiska reformer har inletts, men staten har fortfarande en mycket stark kontroll över ekonomin. En växande skuldbörda, inflation och dåligt affärsklimat har lett till att landets ekonomi på senare år stagnerat.
Uzbekistan var ett av de fattigaste områdena i det forna Sovjetunionen. Efter självständigheten i december 1991 försökte regeringen bygga upp sin sovjetiska planekonomi med subsidier och hård kontroll av produktion och priser. Ställd inför en hög inflation började dock regeringen i mitten av 1994 reformera genom att införa strängare penningpolitik, utvidga privatiseringen, genomföra en liten reducering av statens roll i ekonomin och förbättra klimatet för utländska investerare. Staten fortsätter att ha ett dominerande inflytande på ekonomin och reformer har än så länge misslyckats med att få till strukturella förändringar. Internationella valutafonden suspenderade sent 1996 Uzbekistans avtal om frysning av ett lån på 185 miljoner dollar på grund av regeringsåtgärder som gjorde fullföljandet av fondens villkor omöjligt. Den asiatiska finanskrisen och Rysslands finansiella kris har gjort att regeringen i Uzbekistan har valt att skärpa export- och valutakontrollen i landets redan i stort stängda ekonomi. Ekonomisk politik som stött bort utländska investeringar är en betydande faktor i ekonomins stagnation. En växande skuldbörda, fortsatt inflation och dålig företagsklimat förhindrar tillväxtmöjligheter.

### Näringsliv
Uzbekistan är världens tredje största bomullsproducent. Andra viktiga produkter är guld, naturgas, kemikalier och maskiner såsom flygplan, till exempel Il-76. Uzbekistan är även ett av världens främsta länder vad gäller brytning av uran. 

#### Jordbruk
En stor del av landarealen är öken. Endast en tiondel är uppodlad, främst i Ferganadalen i öster. Under Sovjettiden började bomull odlas och blev en dominerande gröda. Bomullsodling kräver stora mängder vatten och vattenföringen i floderna Kara-Darja och Naryn minskade dramatiskt och har vållat stora miljöproblem. Under 1990-talet har regeringen uppmuntrat andra grödor och bomullsodlingen har minskat till hälften. På stäppmarker bedrivs uppfödning av djur, främst karakulfår, vars skinn blir persianpälsar.

#### Energi och råvaror
Uzbekistan beräknas ha några av världens största guldreserver. Landet har stora naturgastillgångar och betydande fyndigheter av olja, kol och andra mineraler, bland annat silver, koppar, bly, järn och volfram och är en viktig uranproducent.

### Infrastruktur

#### Utbildning
Skolan varar i regel 11 år. På grund av budgetnedskärningar och övergångssvårigheter efter Sovjetunionens kollaps är dock läroböcker och annat skolmateriel, undervisningsmetoder, läroplan och utbildningsinstitutioner föråldrade, otillbörliga och dåligt underhållna. Vidare har andelen skolmogna som inskrivits sjunkit. Regeringen säger sig vara oroad över detta, men budgeten är fortsatt stram.[när?][källa behövs]

#### Sjukvård, andra viktiga samhällstjänster
På liknande sätt som med utbildningen är det inom hälsovården: den förväntade livslängden är lång, men efter Sovjetunionens sammanbrott har hälsovårdsresurserna minskat, vilket sänkt hälsovårdens kvalitet, tillgänglighet och effektivitet.

## Befolkning

### Demografi
Med sina omkring 28,2 miljoner invånare är Uzbekistan det folkrikaste landet i Centralasien.

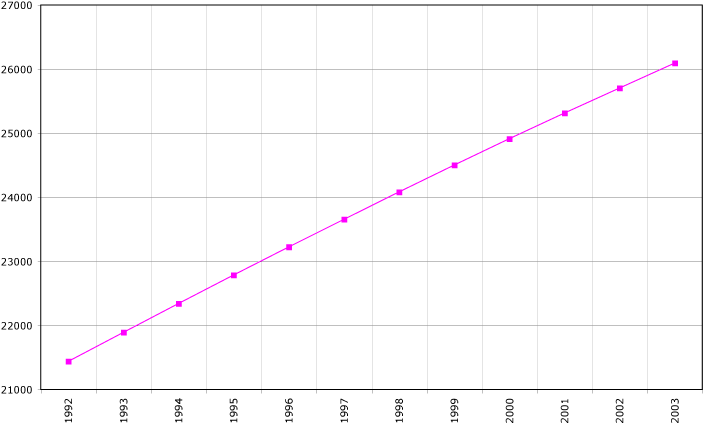
Befolkningstillväxt åren 1992–2003.

#### Urbanisering
Befolkningen är koncentrerad till landets södra och östra delar. Uzbekistan var en av de fattigaste republikerna i Sovjetunionen, och stora delar av dess befolkning arbetade inom bomullsodlingen i mindre landsbygdssamhällen. Befolkningen bor än i dag till stor omfattning på landsbygden och är beroende av jordbruk. Mer än 60 procent av befolkningen lever i tättbefolkade bondesamhällen.

#### Minoriteter
Av befolkningen är 80 % uzbeker, 5,5 % ryssar, 5 % tadzjiker, 3 % kazaker, 2,5 % karakalpaker, 1,5 % tatarer och 2,5 % övriga etniska grupper, bland annat en större grupp koreaner som förvisades till Centralasien under första världskriget (siffrorna är från 1996). 

### Språk
Bland språken som talas märks uzbekiska (74,3 %; uzbekiska är det officiella), ryska (14,2 %; de facto används även ryska officiellt eftersom det är ett lingua franca) och tadzjikiska (4,4 %); 7,1 % av befolkningen talar andra språk, däribland kazakiska, samt karakalpakiska bland karakalpakerna. 

### Religion
Bland den religiösa tillhörigheten märks islam med 88 % av befolkningen (huvudsakligen sunnitisk) och rysk-ortodox kristendom med 9 %.
Islam har en stark tradition i Centralasien. 85 procent av befolkningen är sunnimuslimer. Ryssar och ukrainare i landet är i allmänhet kristna. Sufier (muslimska mystiker) har grundat en rad brödraskap i Uzbekistan. Starkast är dessa i Ferganadalen och Karakalpakstan, där de främst attraherar unga människor.

## Internationella rankningar
| Organisation                                | Undersökning                   | Rankning   |
| ------------------------------------------- | ------------------------------ | ---------- |
| Heritage Foundation/The Wall Street Journal | Index of Economic Freedom 2019 | 140 av 180 |
| Reportrar utan gränser                      | Pressfrihetsindex 2019         | 160 av 180 |
| Transparency International                  | Korruptionsindex 2018          | 158 av 180 |
| FN:s utvecklingsprogram                     | Human Development Index 2018   | 108 av 189 |